# 艾恩灵
艾恩灵是德国巴伐利亚州的一个市镇。总面积32.97平方公里，总人口9871人，其中男性4836人，女性5035人（2011年12月31日），人口密度299人/平方公里。